# Leavin'
Leavin è il primo singolo dell'album Departure di Jesse McCartney.

## Video musicale
Uno degli idoli delle giovanissime di ogni angolo del globo, ora ventunenne, si ripresenta con un'immagine rinnovata (ha lasciato il ciuffone biondo per una più sbarazzina chioma a spazzola) e sonorità più mature e aggressive passando dal genere Pop a quello R&B, pur rimanendo nel campo extra-commerciale. Scene sexy, strofinamenti e baci (con lingua evidente) alla bella modella che lo accompagna nel video. Il clip è diretto da Sanji, lo stesso che diresse She's No You.

## Tracce
1. Leavin'
2. Leavin' (Bimbo Jones Remix)
3. Leavin' (MSTRKFT Remix)

## Classifiche
| Classifica (2008)             | Posizione massima |
| ----------------------------- | ----------------- |
| Australia                     | 33                |
| Canada                        | 29                |
| Irlanda                       | 47                |
| Italia                        | 47                |
| Regno Unito                   | 48                |
| Romania                       | 1                 |
| Stati Uniti                   | 10                |
| Stati Uniti (airplay)         | 23                |
| Stati Uniti (dance club play) | 1                 |
| Stati Uniti (pop)             | 8                 |